# Шведов, Антон Григорьевич
Шведов Антон Григорьевич (1912 — ?) — советский футболист, играл на позиции полузащитника, известен по выступлениям в составе харьковских клубов ХТЗ, «Спартак» и «Динамо».
Начал карьеру как игрок харьковского «Спартака». Был переведен в состав команды тракторного завода с целью её усиления перед началом первого клубного чемпионата СССР. В составе тракторостроителей дебютировал 8 июня в игре против днепропетровской команды трубопрокатного завода имени Ленина. Однако дальше перестал попадать в основу и уже в июле перешел в команду Электромашиностроительного завода. С новым клубом дошел до 1/8 финала Кубка СССР. В следующем году Шведов вернулся в «Спартак» и защищал его цвета на протяжении трех сезонов. После расформирования команды, он попал в харьковское «Динамо», где провел один сезон. Дальнейшая судьба неизвестна.
Тогдашняя пресса характеризовала Шведова, как «энергичного, а главное умно играющего футболиста высокого класса».